# Ulf Petersson (Roos af Hjelmsäter)
Ulf Petersson (Roos af Hjelmsäter), född på 1400-talet, död på 1400-talet, var en svensk häradshövding.

## Biografi
Ulf Petersson (Roos af Hjelmsäter) var son till riksrådet Peter Ulfsson och Brita Björnsdotter. Han var 1 januari 1443 riddare vid kung Kristofer av Bayerns kröning och var 10 mars 1443 riksråd, då han satt i en domstol i Strängnäs, som avgjorde en tvist mellan Vårfruberga kloster och Staffan Ulfsson. Ulf Petersson var 1453 häradshövding i Åkerbo härad och var då bosatt på Ervalla herrgård. Han deltog 1450 i rådsmötet i Arboga och satt ännu 1480, då han deltog i beslutet om Kronobäcks hospitals förvandling till Johanniterkloster. Därefter nämns han inte i handlingarna.

### Egendom
Ulf Petersson ägde Ervalla herrgård i Ervalla socken. Han gav 1445 Snavlunda kvarn i Närke till Vadstena kloster. Ulf Petersson ägde en mängd jordegendomar i olika landskap.

### Familj
Ulf Petersson var gift med Birgitta Jönsdotter (Lejonansikte, Bengt Nilssons ätt), troligen dotter till väpnaren Jöns Bengtsson (Lejonansikte, Bengt Nilssons ätt) i Örtomta socken. De fick tillsammans barnen riddaren Jöns Ulfsson (Roos af Hjelmsäter), Katarina Ulfsdotter (Roos af Hjelmsäter) som var gift med Karl Knutsson (Gera) och Elin Ulfsdotter (Roos af Hjelmsäter) som var gift med väpnaren och riksrådet, lagmannen Henrik Erlandsson (Bååt) i Östergötlands lagsaga.